# Józef Synoś
Józef Synoś (ur. 11 marca 1893 w Borku Nowym, pow. rzeszowski, zm. wiosną 1940 w Charkowie) – podpułkownik piechoty Wojska Polskiego, kawaler Orderu Virtuti Militari, ofiara zbrodni katyńskiej.

## Życiorys
Syn Andrzeja i Apolonii z domu Sieńko. Absolwent szkoły powszechnej i gimnazjum z maturą (1913) w Błażowej. W 1914 roku wcielony do armii austriackiej. W 1917 roku dostał się włoskiej niewoli. W 1918 roku wstąpił do Armii Polskiej we Włoszech, skąd przeniósł się do Francji, do Armii gen. Hallera jako podporucznik. W kwietniu 1919 wraz 5 pułkiem szkolnym wrócił do Polski, został przeniesiony do 47 pułku Strzelców Kresowych. Objął dowództwo kompanii. Awansował na porucznika. Wraz z pułkiem odbył kampanię wojny 1920 roku. Dowodził kompanią i batalionem. 19 sierpnia 1920 roku został zatwierdzony z dniem 1 kwietnia 1920 roku w stopniu kapitana, w piechocie, w grupie oficerów byłej armii generała Hallera.
Ukończył Oficerską Szkołę Obserwatorów Lotnictwa, dostał przydział jako obserwator do 1 pułku lotniczego w Warszawie. 3 maja 1922 roku został zweryfikowany w stopniu kapitana ze starszeństwem z dniem 1 czerwca 1919 roku i 63. lokatą w korpusie oficerów aeronautycznych, a jego oddziałem macierzystym był nadal 1 pułk lotniczy. Następnie został przeniesiony do korpusu oficerów piechoty i przydzielony do 6 pułku strzelców podhalańskich w Stryju. W 1924 roku jako oficer 6 pułku strzelców podhalańskich pozostawał na etacie przejściowym – kursie dla młodszych oficerów piechoty. 18 lutego 1928 roku awansował na majora ze starszeństwem z dniem 1 stycznia 1928 roku i 47. lokatą w korpusie oficerów piechoty. W 1928 roku pełnił służbę w 77 pułku piechoty w Lidzie na stanowisku komendanta obwodu Przysposobienia Wojskowego. W tym samym roku został opublikowany Zarys historji wojennej 6-go Pułku Strzelców Podhalańskich jego autorstwa. 6 lipca 1929 roku został przesunięty na stanowisko dowódcy batalionu, a na stanowisku obwodowego komendanta PW zastąpił go major Czesław Krzowski.
31 marca 1930 roku został przeniesiony do Korpusu Ochrony Pogranicza na stanowisko zastępcy dowódcy Batalionu Szkolnego KOP w Osowcu, który w tym samym czasie został przeformowany w Centralną Szkołę Podoficerów KOP. 28 czerwca 1933 roku został przeniesiony do 73 pułku piechoty w Katowicach na stanowisko dowódcy batalionu. Na stopień podpułkownika został awansowany ze starszeństwem z dniem 1 stycznia 1936 roku i 21. lokatą w korpusie oficerów piechoty. W 1936 roku został przeniesiony do 81 pułku strzelców grodzieńskich w Grodnie na stanowisko zastępcy dowódcy pułku. W 1939 roku był zastępcą podpułkownika Władysława Ciepielowskiego, kierownika 2 Okręgowego Urzędu Wychowania Fizycznego i Przysposobienia Wojskowego w Lublinie.
W czasie kampanii wrześniowej 1939 roku – po agresji ZSRR na Polskę – w nieznanych okolicznościach dostał się do niewoli sowieckiej i przebywał w obozie w Starobielsku. Wiosną 1940 roku został zamordowany przez funkcjonariuszy NKWD w Charkowie i pogrzebany w bezimiennej mogile zbiorowej w Piatichatkach, gdzie od 17 czerwca 2000 roku mieści się oficjalnie Cmentarz Ofiar Totalitaryzmu w Charkowie. Figuruje na Liście Starobielskiej NKWD pod poz. 2922.
Żonaty, miał dwoje dzieci, Erazma (ur. 1925) i Romualda (ur. 1927).
5 października 2007 roku minister obrony narodowej Aleksander Szczygło mianował go pośmiertnie na stopień pułkownika. Awans został ogłoszony 9 listopada 2007 roku w Warszawie, w trakcie uroczystości „Katyń Pamiętamy – Uczcijmy Pamięć Bohaterów”.

## Ordery i odznaczenia
- Krzyż Srebrny Orderu Virtuti Militari nr 2280[24]
- Krzyż Walecznych
- Złoty Krzyż Zasługi (19 marca 1937)[25]
- Medal Pamiątkowy za Wojnę 1918–1921
- Medal Dziesięciolecia Odzyskanej Niepodległości